# Alan Gowling
Alan Edwin Gowling (Stockport, 16 marzo 1949) è un ex calciatore inglese, di ruolo attaccante.

## Carriera

### Club
Gowling dopo aver giocato nelle giovanili del Manchester Utd esordisce tra i professionisti nella stagione 1967-1968 quando, all'età di 18 anni, segna un gol in 5 presenze nella prima divisione inglese con la prima squadra dei Red Devils; nella stagione seguente gioca invece 2 partite, a cui ne aggiunge ulteriori 7 (con 3 gol segnati) nella stagione 1969-1970. Dal 1970 al 1972 gioca poi finalmente con buona regolarità, facendo registrare 20 presenze e 8 reti nella First Division 1970-1971 e 37 presenze e 6 reti nella First Division 1971-1972, terminata la quale viene ceduto per 65000 sterline all'Huddersfield Town, in seconda divisione; dopo una sola stagione i Terriers retrocedono in terza divisione, categoria nella quale Gowling gioca dunque per un biennio, fino al 1975, quando il club subisce una retrocessione in quarta divisione.
Nell'estate del 1975 dopo 58 reti segnate in 128 partite di campionato giocate l'attaccante viene ceduto al Newcastle Utd, con cui trascorre tre stagioni consecutive in prima divisione (l'ultima delle quali conclusasi con una retrocessione), segnando 30 reti in 95 partite di campionato giocate. Dal 1978 al 1980 gioca invece in prima divisione con il Bolton, club con cui dal 1980 al 1982 milita invece in seconda divisione, andando infine a chiudere la carriera al Preston N.E. in terza divisione.
In carriera ha totalizzato complessivamente 480 presenze e 129 reti nei campionati della Football League.

### Nazionale
Nel 1971 ha giocato una partita con la nazionale inglese Under-23.

## Palmarès

### Club

#### Competizioni nazionali
- FA Charity Shield: 1

Manchester United: 1967

#### Competizioni internazionali
- Coppa dei Campioni: 1

Manchester United: 1967-1968